# JSMC
JSMC株式会社（ジェイエスエムシー）は、力晶積成電子製造（PSMC）とSBIホールディングスが共同出資する半導体ファウンドリ設立に向けた準備会社。2024年1月に、JSMCホールディングス株式会社（ジェイエスエムシーホールディングス）に社名変更している。
宮城県黒川郡大衡村に建設される半導体工場については、2024年後半に着工したいとしている。